# لي زياولين
لي زياولين (بالصينية: 李小琳) (و. 1961  م) هي سيدة أعمال صينية، ولدت في سيتشوان.

## مناصب
تولت منصب عضو في اللجنة الوطنية لجمهورية الصين الشعبية ‏
.

## التعليم
تعلمت في جامعة تسينغ - هوا
.